# هاريس سي. هارتويل
هاريس سي. هارتويل هو محامي وسياسي أمريكي، ولد في 28 ديسمبر 1847 في غروتون في الولايات المتحدة، وتوفي في 9 ديسمبر 1891. نشط حزبياً في الحزب الجمهوري. وقد انتخب عضو مجلس نواب ماساتشوستس ‏.